# Chandrasekhara Venkata Raman
Sir Chandrasekhara Venkata Raman (n. 7 noiembrie 1888, Tiruchirappalli, India Britanică – d. 21 noiembrie 1970, Bengaluru, Karnataka, India) a fost un fizician indian, laureat al Premiului Nobel pentru Fizică.
În 1928 a descoperit Efectul Raman, fenomen al luminii monocromatice.